# 民数記
『民数記』（、ヘブライ語: במדבר、英語: numbers）とは、旧約聖書中の一書で、伝統的に4番目に置かれてきた。モーセ五書のうちの一書。イスラエルの民の人口調査に関する記述があることから、七十人訳聖書では『アリスモイ』（数、arithmoi）と呼ばれ、そこから民数記という名称が生まれた。ヘブライ語では冒頭の語から『ベミドバル』(bemidbar) と呼ばれるが、これは「荒野にて」という意味である。
物語は出エジプトの出来事から2年2か月後に始まり、ヨルダン川にたどりつくのが40年目であるとしている。

## 内容
大きく分けて以下の3つに分けられる。
1. シナイ山における人口調査と出発に至るまでの記述、ナジル人など種々の規定（1章〜10章10節）
2. シナイ山からモアブにいたる道中の記述、カナンへの斥候の報告にうろたえる民の姿（10章11節〜21章20節）
3. カナンの民との戦い、ヨルダン川にたどりつくまで（21章21節〜36章）

- 1章 シナイの荒野における人口調査、レビ人の務め
- 2章 幕屋と宿営地に関する神の指示
- 3章 レビ人の祭司としての職務
- 4章〜6章 レビ人の氏族の調査、汚れやナジル人に関する規定
- 7章〜9章 祭壇の奉献と聖所の祝別
- 10章〜12章 イスラエルの民の荒れ野の旅と不満、モーセを蔑ろにしたアロンとミリアムへの罰
- 13章〜14章 カナンを偵察した斥候の報告と民の嘆き
- 15章〜17章 コラの反逆、アロンの杖
- 18章〜19章 アロンの子孫とレビ人の祭司としての役割
- 20章〜21章 メリバの出来事、ミリアムとアロンの死、カナン人アラドの王の死、青銅の蛇による罰、アモリの王シホンとオグとの戦い
- 22章〜24章 バラクとバラムの物語、バラムとろば
- 25章〜27章 カナン入りを前にした人口調査。後継者ヨシュアの任命
- 28章〜29章 献げ物に関する規定
- 30章〜32章 ミディアンへの勝利、逃れの街の規定
- 33章〜36章 エジプトを出てからの旅程、イスラエルの嗣業の土地、レビ人の町、相続人が女性である場合の規定

## 近代聖書批評学
新資料仮説では、『民数記』はヤーウィスト資料（J資料）、エロイスト資料（E資料）および祭司資料（P資料）が組み合わされて成立したものとみなされている。